# جبل النبي يونس
جبل النبي يونس هو أعلى نقطة في الضفة الغربية حيث يرتفع 1020 متر عن سطح البحر وهو يقع في بلدة حلحول بمحافظة الخليل.